# トマス・ライアン＝ボーズ (第12代ストラスモア＝キングホーン伯爵)

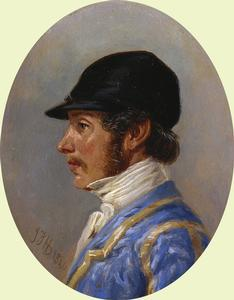
ジョン・フレデリック・ヘリング（John Frederick Herring）による肖像画、1846年作。

第12代ストラスモア＝キングホーン伯爵トマス・ジョージ・ライアン＝ボーズ（英語: Thomas George Lyon-Bowes, 12th Earl of Strathmore and Kinghorne、1822年9月28日 – 1865年9月13日）はスコットランド貴族、クリケット選手。1834年から1846年までグラームズ卿 (Lord Glamis) の儀礼称号を使用した。

## 生涯
グラームズ卿トマス・ジョージ・ライアン＝ボーズ（第11代ストラスモア＝キングホーン伯爵トマス・ライアン＝ボーズの息子）とシャーロット・グリムステッドの次男として、1822年9月28日に生まれた。1844年から1846年まで、ライフガーズ第1連隊に籍を置いていた。
1834年1月27日に父が死去、1846年8月27日に祖父が死去すると、ストラスモア＝キングホーン伯爵の爵位を継承した。
アマチュアのクリケット選手として、1844年から1857年までメリルボーン・クリケット・クラブに所属、ファーストクラス・クリケットの試合に参加した。
1850年4月30日、シャーロット・マリア・バリントン（Charlotte Maria Barrington、1826年12月29日 – 1854年11月3日、第6代バリントン子爵ウィリアム・バリントンの娘）と結婚したが、2人の間に子供はいなかった。
1852年から1865年7月までスコットランド貴族代表議員を務めた。
1865年9月13日に死去、弟クロードが爵位を継承した。